# Zygmunt Kulig
Zygmunt Kulig (ur. 9 kwietnia 1872 w Suchej Beskidzkiej, zm. 21 marca 1944 w Krakowie) – kapłan rzymskokatolicki, doktor teologii, szambelan Jego Świątobliwości, kanonik Kapituły Katedralnej.
Święcenia kapłańskie otrzymał 15 lipca 1895 z rąk kard. Jana Puzyny w Krakowie. Był wikariuszem:
- 1895-1897 w Morawicy,
- 1897-1898 w Wieliczce,
- 1898-1901 w Krakowie św. Szczepana
- 1901-1903 w Kościele Mariackim w Krakowie.

Następnie w latach 1903-1907 był kapelanem sióstr urszulanek, katechetą w Gimnazjum św. Jacka i egzaminatorem prosynodalnym. W 1921 został Szambelanem Jego Świątobliwości i w 1930 kanonikiem Kapituły Katedralnej. Od 1 stycznia 1927 do maja 1930 był rektorem Wyższego Seminarium Duchownego Archidiecezji Krakowskiej. Pochowany na cmentarzu Rakowickim w Krakowie.